# Grubići
Grubići is een plaats in de gemeente Vižinada in de Kroatische provincie Istrië. De plaats telt 32 inwoners (2001).